# Martin Viessmann
Martin Viessmann (* 10. Oktober 1953) ist ein deutscher Unternehmer.

## Leben
Viessmann studierte Betriebswirtschaftslehre an der Universität Erlangen-Nürnberg. 1979 trat er als Geschäftsführer und Nachfolger seines Vaters Hans Vießmann in das Familienunternehmen Viessmann Werke GmbH & Co. KG ein. 1989 promovierte er zum Doktor der Sozial- und Wirtschaftswissenschaften in Innsbruck. Martin Viessmann ist seit 2004 Präsident der Industrie- und Handelskammer Kassel-Marburg und erhielt im Jahr 2013 die Ehrenprofessur des Landes Hessen. 2016 gab er den Vorstandsvorsitz von Viessmann ab und übernahm den Vorstand des Verwaltungsrats.

## Privates
Er ist verheiratet und hat zwei Kinder. Er ist der Vater von Maximilian Viessmann, dem aktuellen Geschäftsführer von Viessmann. Sein Vater war Hans Vießmann. Martin Viessmann ist der Cousin von Wieland und Hubertus Viessmann, die zusammen die Geschäftsführer der Viessmann Modelltechnik sind. 

Viessmann besitzt die weltweit größte Sammlung von Mercedes-Oldtimern außerhalb des Werkes.

## Preise und Auszeichnungen (Auswahl)
- Verdienstkreuz 1. Klasse des Verdienstordens der Bundesrepublik Deutschland, 2004
- Deutscher Nachhaltigkeitspreis, 2009 in der Kategorie „Deutschlands nachhaltigste Produktion“
- Energy Efficiency Award, 2010
- Deutscher Nachhaltigkeitspreis, 2011 in der Kategorie „Deutschlands nachhaltigste Marke“
- Deutscher Gründerpreis, 2011
- B.A.U.M.-Umweltpreis, 2011
- Greentech Manager des Jahres, 2012[7]
- Ehrendoktorwürde der University of Wisconsin Oshkosh, 2012[8]
- Ehrenprofessor des Landes Hessen, 2013
- Familienunternehmer des Jahres, 2016[9]
- Großes Verdienstkreuz des Verdienstordens der Bundesrepublik Deutschland, 2017[10]
- Ehrenpräsidentschaft der IHK Kassel-Marburg, 2019[11]
- Handelsblatt Hall of Fame der Familienunternehmen, 2020[12]
- G·E·M (Gesellschaft zur Erforschung des Markenwesens e. V.) Award, 2020[13]
- Unternehmerpreis des Jahres 2020 des Business Club Aachen Maastricht, 2020

## Vermögen
Das Manager Magazin listet Martin Viessmann auf Rang 51 der Liste der 500 reichsten Deutschen 2013, mit einem geschätzten Vermögen von 2,15 Milliarden Euro (2012: 1,95 Mrd. Euro).
Gemäß der Forbes-Liste 2021 beträgt das Vermögen von Martin Viessmann ca. 1,8 Milliarden US-Dollar. Damit belegt er Platz 1750 auf der Forbes-Liste der reichsten Menschen der Welt.